# Habana brown
Habana brown es una raza de gato que se reconoce en el Reino Unido y en EE. UU., en Europa continental se identifica con la variedad chocolate del gato oriental.

## Orígenes
Tiene su origen en los programas de crianza de los años cincuenta, pero los avances posteriores a ambos lados del Atlántico han dado lugar a dos razas aparentemente similares pero diferenciadas.